# تاتسومی سئوتومه
تاتسومی سئوتومه (ژاپنی: 早乙女 達海؛ زادهٔ ۲۲ ژوئن ۱۹۹۹) یک بازیکن فوتبال اهل ژاپن است.
از باشگاه‌هایی که در آن بازی کرده‌است می‌توان به باشگاه فوتبال توچیگی اشاره کرد.